# Kefalinia
Kefalinia (ngr. Κεφαλονιά Kefaloniá, stgr. Κεφαλληνία Kefallenía, wł. Cefalonia) – wyspa grecka na Morzu Jońskim, największa spośród Wysp Jońskich. Powierzchnia 773 km² (zależnie od źródeł 730 km²– 800 km²).
Kefalinia należy do administracji zdecentralizowanej Peloponez, Grecja Zachodnia i Wyspy Jońskie, w regionie Wyspy Jońskie, w jednostce regionalnej Kefalinia, w gminie Kefalinia. Głównym miastem wyspy jest Argostoli, odległe o 7 km od jedynego lotniska na wyspie.
Przeważa surowy krajobraz górzysty z górą Enos jako najwyższym szczytem (1628 m n.p.m.), z tamtejszym rezerwatem jodły greckiej (Abies cephalonica). Na terenach rolniczych prowadzona jest uprawa winorośli, figowców i oliwek, naturalnie rozwinięte jest rybołówstwo.

## Historia
Wyspa została zasiedlona w II tys. p.n.e., co potwierdzją odkrycia nekropolii z epoki mykeńskiej 1160–1100 p.n.e. (według Homera należąca do Odyseusza), oraz ruin murów obronnych w miejscowościach Kastron, Kranea i Sami. W późniejszych czasach mieszkańcy wyspy brali udział po stronie Aten w wojnie peloponeskiej (431–404 p.n.e.).
W 189 p.n.e. Kefalinia została podbita przez Rzymian i włączona do prowincji Epir. Po podziale cesarstwa w 395 r. znalazła się w Cesarstwie Bizantyńskim. W 1082 r. opanował ją Robert Guiscard. W latach 1350–1479 i 1500–1797 należała do Republiki Weneckiej, a w okresie 1479–1500 do Imperium Osmańskiego. W latach 1800–1807 była częścią Republiki Siedmiu Wysp, a w 1864 r. wraz z Wyspami Jońskimi weszła w skład niepodległego państwa greckiego.
Podczas II wojny światowej wyspa była okupowana głównie przez wojska włoskie. Po kapitulacji Włoch wobec sił alianckich we wrześniu 1943 r. i po przejęciu wyspy przez Niemców, doszło do masowej zbrodni wymordowania 5000 włoskich żołnierzy przez oddziały Wehrmachtu. Kompletne zniszczenie miast i wsi nastąpiło podczas wielkiego trzęsienia ziemi w rejonie Morza Jońskiego, które dotknęło wyspę w sierpniu 1953 r.

## Sławne postacie
Na wyspie urodzili się m.in.: sławni greccy politycy gen. Joanis Metaksas i jego przodek Andreas Metaksas, znany historyk sztuki, pisarz i kolekcjoner Christian Zervos, kompozytor i dyrygent Andiochos Ewangelatos, wybitni archeolodzy Spiridon Marinatos i Nikolaos Platon; jest to też miejsce narodzin XIX-wiecznego misjonarza i dyplomaty papieskiego, biskupa Buhadgiara.

## W kulturze współczesnej
Dokonana przez hitlerowski Wehrmacht masakra włoskich jeńców znalazła odbicie w wydanej w 1963 r. powieści włoskiego neorealisty Marcello Venturiego Bandiera bianca a Cefalonia (Biała flaga nad Kefalinią).
Okres włoskiej okupacji wyspy oraz te tragiczne wydarzenia stały się również kanwą wojennego melodramatu Kapitan Corelli (Captain Corelli’s Mandolin) z 2001 r., w reżyserii Johna Maddena, opartego na powieści Louisa de Bernièresa pod tym samym tytułem i zrealizowanego w całości na wyspie.
Wyspę umieszczono również w grze Assassin’s Creed Odyssey.

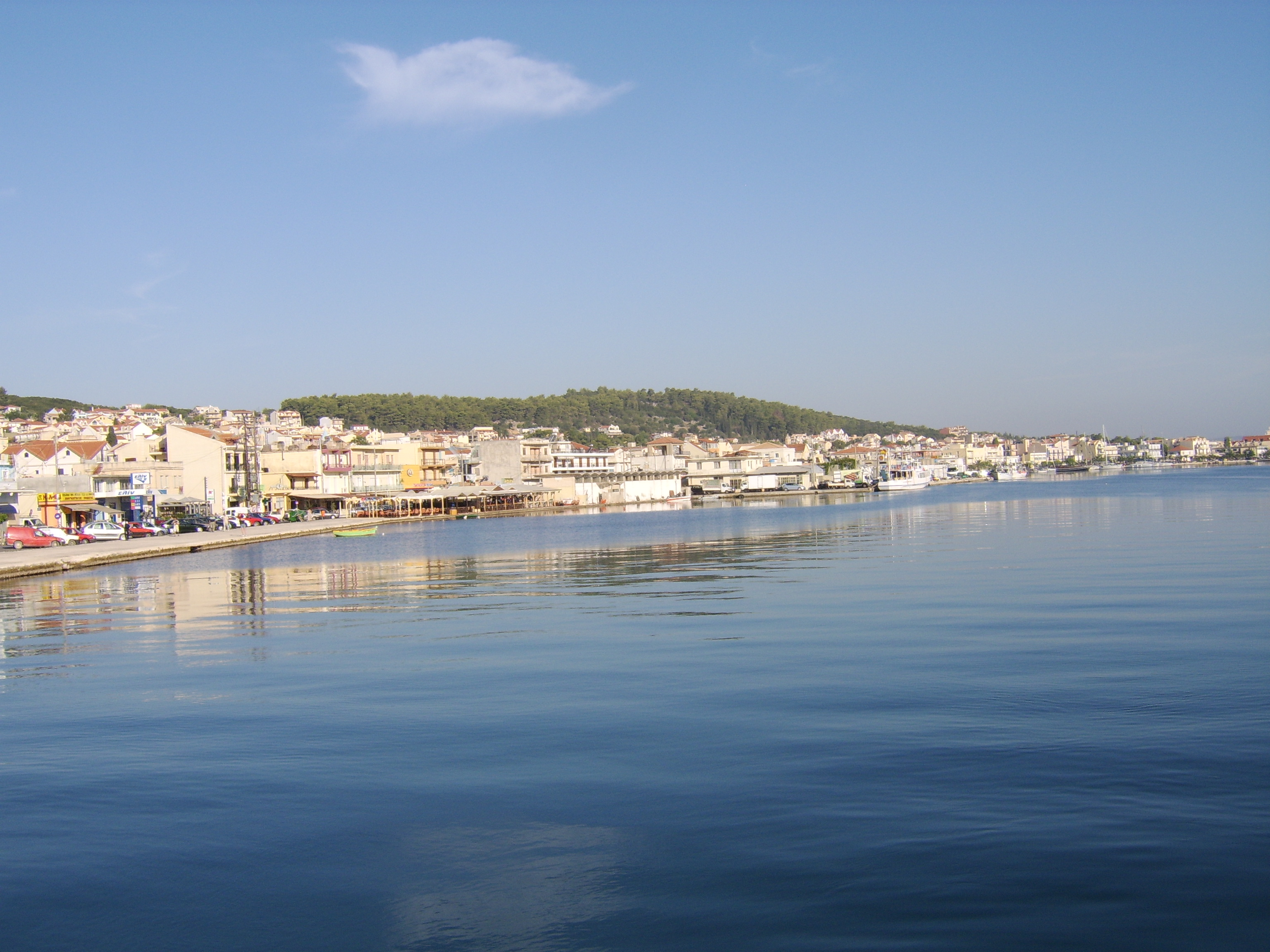
Stołeczne Argostolion
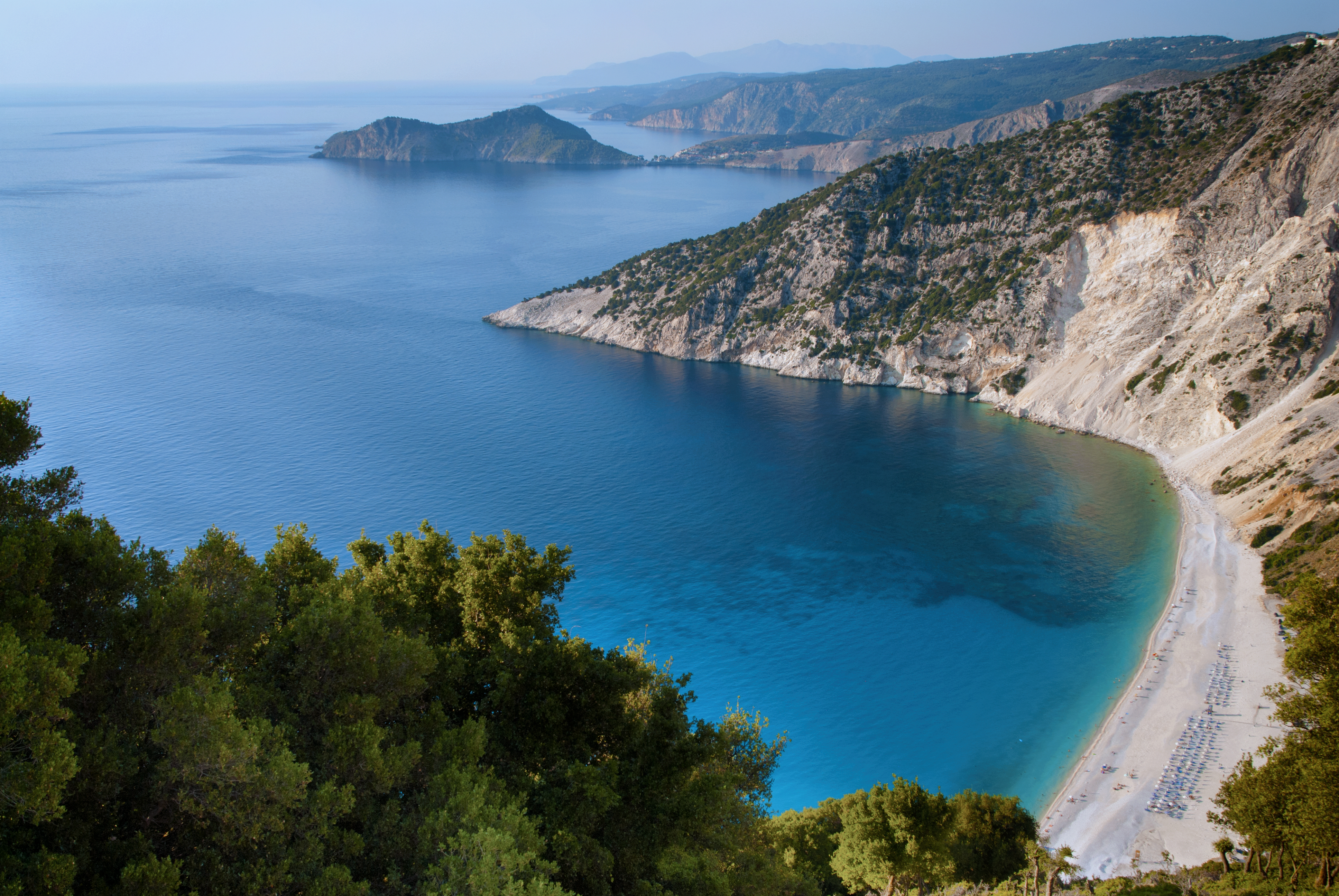
Plaża Myrtos
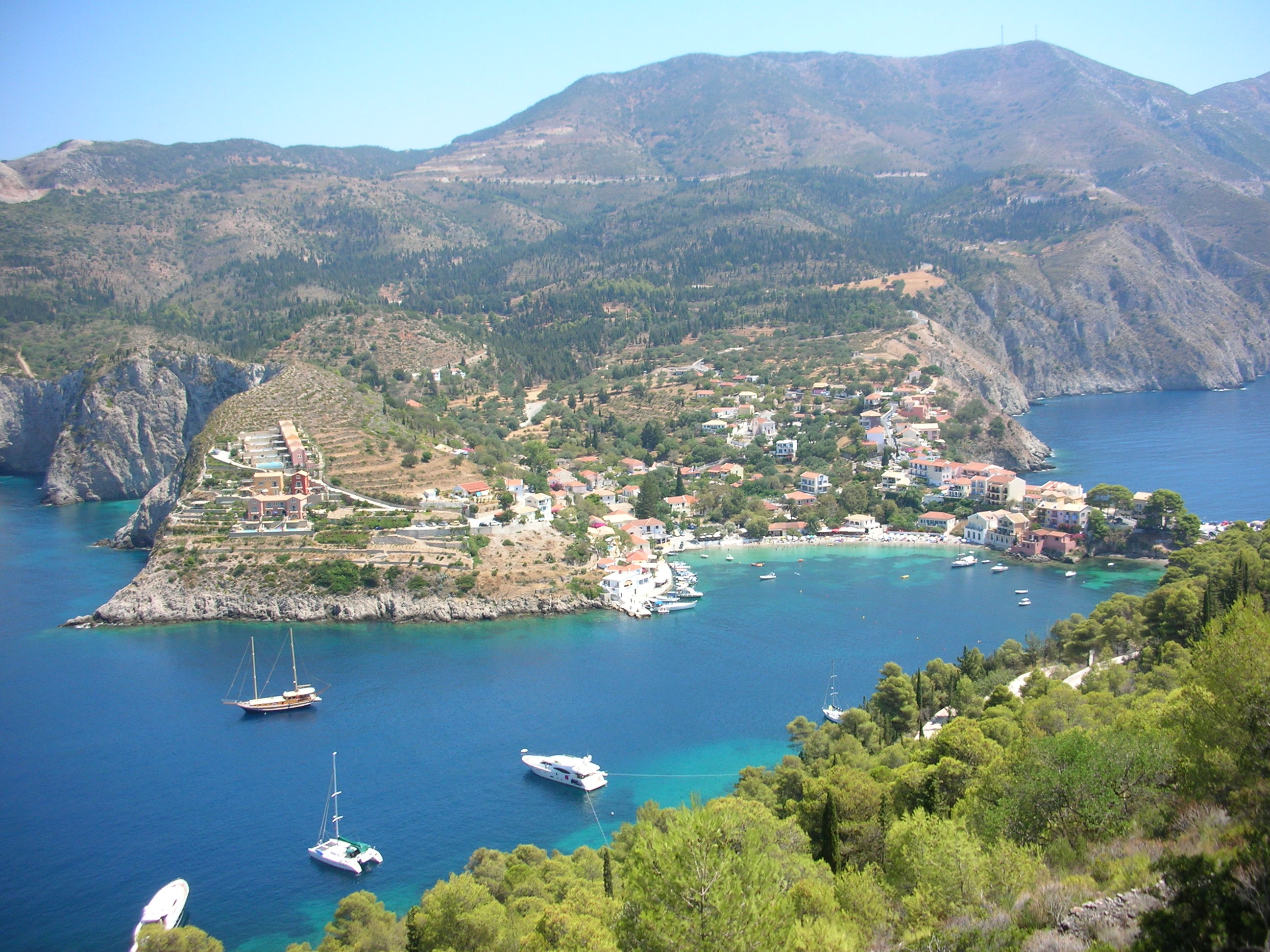
Assos na północnym zachodzie wyspy
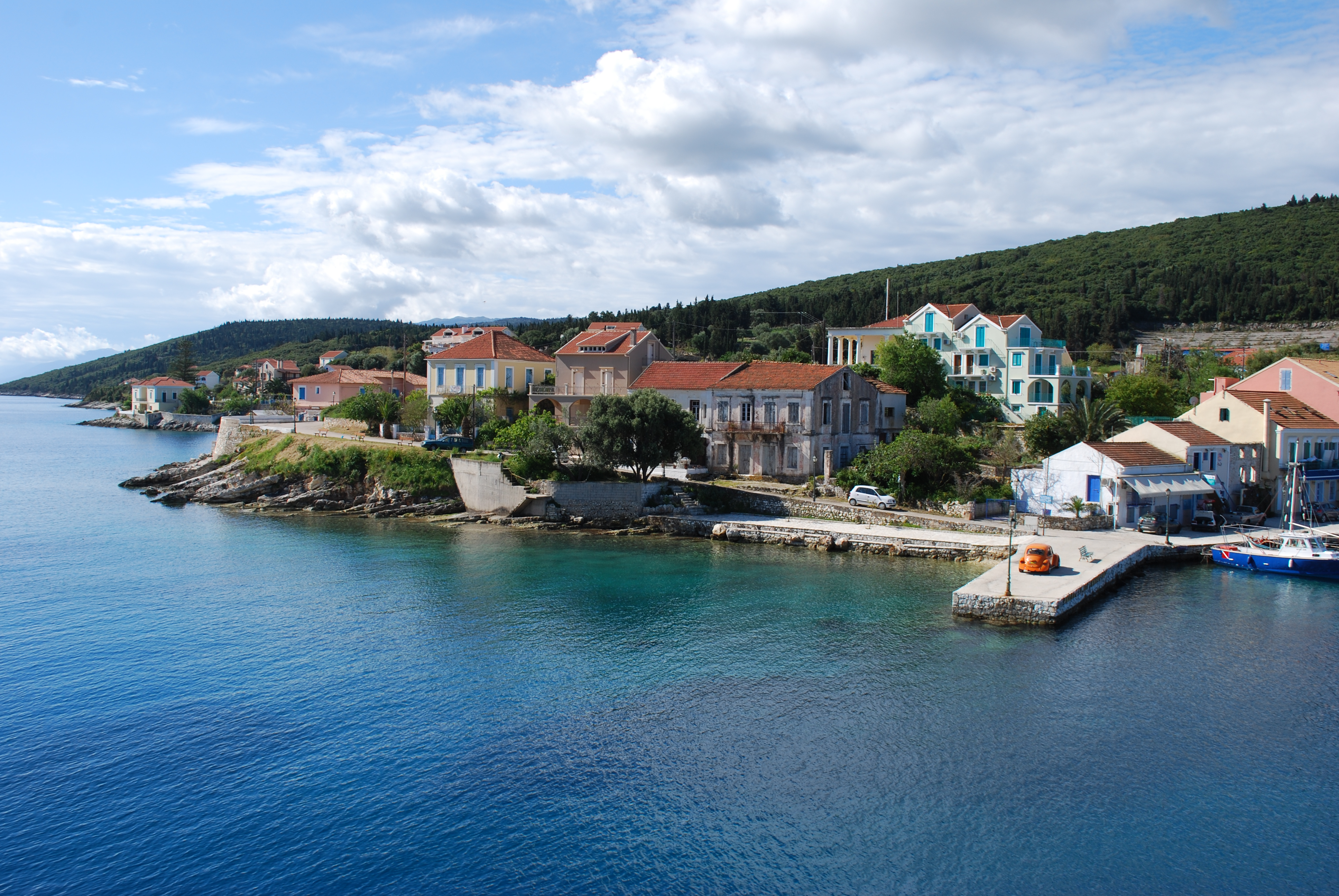
Północna miejscowość Fiscardo
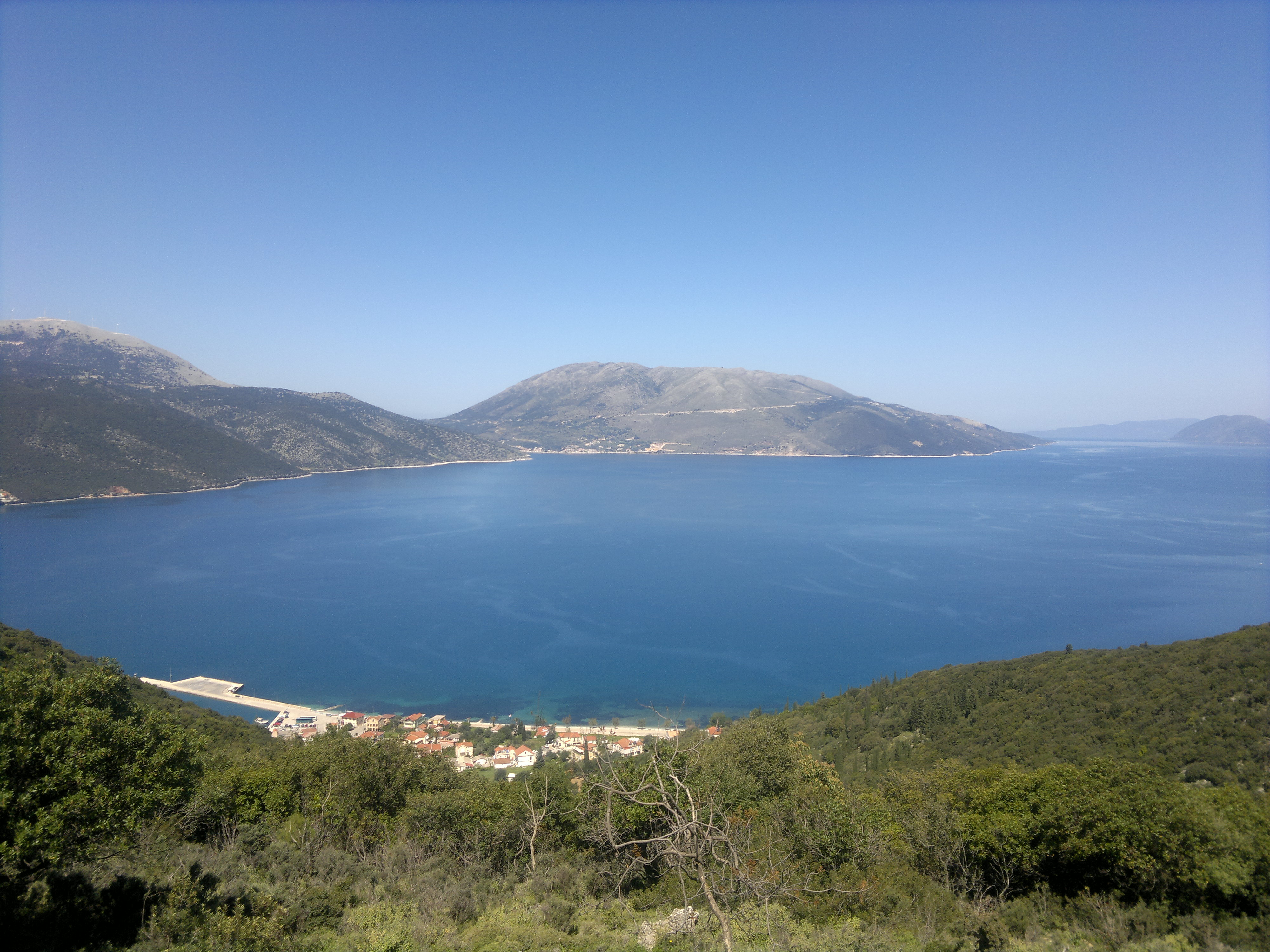
Sami w środkowo-wschodniej części wyspy